# ボリス・スチュルメル

ボリス・ウラジーミロヴィチ・スチュルメル（ロシア語: Бори́с Влади́мирович Штю́рмер, Boris Vladimirovič Štjurmer (Stürmer), 1848年7月27日 - 1917年9月9日）は、帝政ロシアの政治家。シテュルメル、シチュルメルとも。

## 人物・略歴

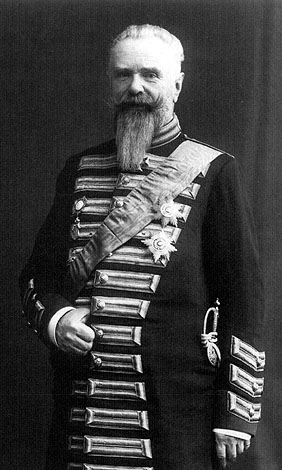
ボリス・スチュルメル

ニコライ2世時代の首相（在任：1916年2月2日 - 11月23日）。ラスプーチンのシンパの1人であったことから、イワン・ゴレムイキンの後任として、アレクサンドラ皇后とラスプーチンの推挙により、首相の地位に就いた。同年3月に内相、5月に外相を兼摂した。
11月国会（ドゥーマ）から総辞職を求められ同意、退陣した。1917年2月ロシア革命後、臨時政府によって逮捕されてペトロパヴロフスク要塞に収監され、同年9月9日に持病の尿毒症が悪化してクレスティ監獄で獄死した。